# 大佩奇湖

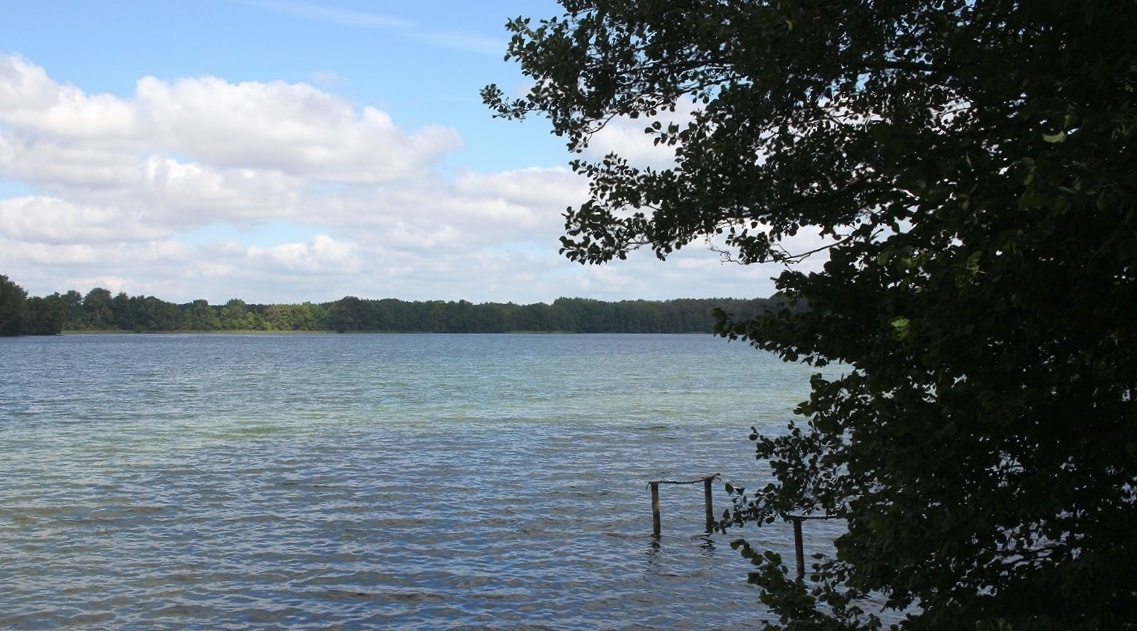

53°26′43.76″N 12°19′24.38″E / 53.4454889°N 12.3234389°E
大佩奇湖（德語：Großer Pätschsee），是德國的湖泊，位於該國東北部，由梅克倫堡-前波美拉尼亞州負責管轄，處於梅克倫堡湖區縣，長1.2公里、寬0.8公里，面積0.49平方公里，海拔高度62米，最大水深24米。